# Topografia de um Desnudo
Topografia de um Desnudo é um longa metragem brasileiro de 2010 dirigido por Teresa Aguiar.

## Enredo
O filme, baseado em fatos reais, conta um fato histórico da década de 1960: a “operação mata-mendigos”. durante a gestão de Carlos Lacerda no Rio de Janeiro, através da história do RUSSO e seus amigos. Eles que moram em um lixão no Rio de Janeiro durante a década de 1960. Justamente na gestão do governo Carlos Lacerda. O drama se desenvolve com a tortura e morte promovida pelo estado para a higienização da cidade. Tudo isso para visita da Rainha Elizabeth II da Inglaterra ao Rio de Janeiro.

## Elenco
- Lima Duarte .... Russo
- Ney Latorraca .... Manuel
- Gracindo Junior .... Paco
- José de Abreu .... cabo Lucas
- Nilda Maria .... Téo
- Maria Alice Vergueiro .... freira
- Kito Junqueira .... Clemente
- Rafaella Puopolo .... Amanda
- Ariane Porto .... Abel
- Germano Pereira .... Silvino
- Tatiana Conde .... Verônica
- Joel Barbosa .... delegado
- Dirceu de Carvalho
- Jaqueline Kâmar
- Pedro Molfi
- Luiz Terribele Jr